# Sideridis unica
Sideridis unica là một loài bướm đêm trong họ Noctuidae.